# Changbai Shan
Changbai (kineski: 长白山脉; pinyin: Changbai Shān; tj. „Vječno bijele planine”), Šanggiyan (mandžurijski: ᡤᠣᠯᠮᡳᠨ ᡧᠠᠩᡤᡳᠶᠠᠨ ᠠᠯᡳᠨ) ili Changbaek (korejski: 장백산맥; „Planine bijelih vrhova”) je gorje u sjeverozapadnoj Aziji koje se prostire od sjeveroistočnih kineskih pokrajina Heilongjiang, Jilin i Liaoning, do sjevernokorejskih pokrajina Ryanggang i Chagang. Po osi sjeveroistok-jugozapad, gorje Changbai prostire se sve do poluotoka Liaodonga i Shandonga u Žutom moru.
Geološki, gorje se uglavnom sastoji od drevnih granitnih i metamorfnih stijena koje su razdvojene s nekoliko velikih uleknuća. Istočni dijelovi gorja bili su mjesto značajne vulkanske aktivnosti u posljednjih nekoliko geoloških razdoblja, što je rezultiralo formiranjem brojnih ugaslih vulkana i kraterskih jezera. Teren gorja je jako neravan, a planine ispresijecane dubokim kanjonima brojnih rijeka i njihovim dolinama. 
Godišnja količina padalina kreće se od 760 do 1270 mm. Cijelo područje je pod čvrstim snježnim pokrivačem dva mjeseca godišnje, a viši vrhovi, koji se kreću od 1.500 do 2.400 m nadmorske visine, prekriveni su snijegom više od šest mjeseci godišnje. 
Čitav kraj je pokriven gustim mješovitim bjelogoričnim i crnogoričnim šumama, a alpski pašnjaci prostiru se tek iznad visina od 2.000 m.
U gorju ima znatnih količina zlata, željeza, bakra, magnezita, grafita, i drugih rijetkih metala. 
Rezervat prirode Changbai Shan osnovan je 1960. god. na površini od 2.200 km² s raznolikom florom i faunom, brojnim kraterskim jezerima, visokim vodopadima i gejzirima. Gorje Changbai je prirodni muzej i divovski genski bazen koji okuplja razne klimatske tipove i vrste bioloških zajednica. Zbog toga je krajolik vertikalne vegetacije i vulkanskog krajolika planine Changbai 2017. godine predložen da postane UNESCO-ova svjetska baština u Kini.
- Slap Changbai, okrug Antu (Kina)
- Vidikovac Tianchi, okrug Fusong (Kina)
- Vrh/kaldera i „Nebesko jezero” planine Baekdu
- Vrh Jong-Il, Ryanggang (Sjeverna Koreja)

## Vanjske poveznice
|  | Zajednički poslužitelj ima još gradiva o temi Changbai Shan |

- Changbai Mountains Britannica (engl.)